# Universitatea din Oradea
Universitatea din Oradea este o instituție de învățământ superior de stat din județul Bihor, orașul Oradea, România, fondată în anul 1990. Universitatea are 15 facultăți, 1.401 de angajați, dintre care 917 sunt cadre didactice și peste 16.000 de studenți. În 2011 a fost clasificată în categoria a II-a, cea a universităților de educație și cercetare științifică, de către Ministerul Educației. Universitatea din Oradea este o instituție de învățământ superior acreditată, căreia i-a fost acordat calificativul „Grad de încredere ridicat” de către ARACIS. În 2018, Universitatea din Oradea ocupă locul 722 din cele 3.234 de universități examinate la nivel mondial în Scimago Institutions Rankings. În Metarankingul Universitar 2017, se clasează pe locul 7 la nivel național din cele 92 de universități existente până în prezent în România, fiind la egalitate cu alte șase universități.

## Scurt istoric
În atmosfera iluministă a sfârșitului secolului al XVIII-lea ia ființă la Oradea, la 17 martie 1780, Academia Regală Catolică de Drept din Oradea, fondată de Maria Tereza a Austriei, având inițial doar Facultate de Filozofie și completată la 17 iunie 1788 cu Facultatea de Drept, cea mai veche facultate nu numai de pe cuprinsul României actuale, ci și dintr-o vastă regiune a Răsăritului European. Începând cu 1850, Viena impune ca în locul limbii de predare maghiare să se folosească limba germană. Din 1861 se revine la limba de predare maghiară. Academia a funcționat continuu până în luna martie 1919, când cu ocazia alipirii Transilvaniei la România, noua putere instaurată i-a obligat pe dascăli să accepte noua lege a învățământului.
Din 1921 Facultatea de Drept a fost obligată sa treacă de la limba de predare maghiară la cea română, sub sancțiunea interzicerii funcționării instituției. În 1923, prin înființarea a două Academii Teologice viața universitară orădeană va primi noi dimensiuni. Academia de Drept din Oradea, alături de cele două Academii Teologice mai aveau de făcut un pas, prin integrarea unei Facultăți de Litere, pentru îndeplinirea unui deziderat mai vechi de alcătuire a unei universități a Crișanei la Oradea, numai că în anul 1934, în împrejurări peste care se trece repede cu vederea, nucleul universitar din Oradea se destramă, iar Facultatea de Drept, după un secol și jumătate de activitate neîntreruptă, este desființată și transferată la Cluj.
După aproape trei decenii de la întreruperea activității Academiei de Drept din Oradea, la 1 octombrie 1963, printr-un ordin al Ministerului Învățământului, se înființează la Oradea un Institut Pedagogic de 3 ani, menit să complinească penuria de cadre didactice din învățământul de cultură generală. Noua instituție de învățământ superior orădean își începe activitatea cu două facultăți: Filologie și Matematică-Fizică, la care din anul următor se adaugă Facultatea de Istorie-Geografie și cea de Educație Fizică. Rând pe rând, noile specializări dobândesc regim universitar până acum două decenii, când din 1983, datorită unei politici educaționale eronate, specializările didactice și umaniste își restrâng activitatea și, dintr-o instituție de învățământ prosperă, nu rămâne decât un institut de subingineri, afiliat Institutului Politehnic din Cluj Napoca. În mai 1990, printr-un decret al Guvernului Român, s-a înființat Universitatea Tehnică, denumită apoi Universitatea din Oradea, pe temelia puternică a unor prestigioase tradiții universitare orădene din secolul al XVIII-lea.

## Facultăți și alte date generale
Pregătirea și educația academică oferită studenților se desfășoară în cadrul a 15 facultăți, unde, printr-o gamă variată de programe de studii de licență, master, doctorat și cursuri postuniversitare se oferă un pachet complet de instruire în învățământul superior. În facultăți, activitatea instructiv-educativă este însoțită și îmbogățită de cercetarea științifică. Alături de performanțele profesionale și comportamentul moral, cercetarea științifică devine criteriul prioritar de evaluare academică a personalului din învățământul superior.
- Specializări la învățământul universitar: 112 programe de licență, 83 de programe de masterat și 12 programe de doctorat;
- Centre de cercetare astestate insituțional: 27;
- Relații internaționale de colaborare și parteneriat cu 352 universități, institute, societăți și firme din 39 de țări.

În cadrul Universității din Oradea funcționează un Departament de Pregătire și Perfecționare a Personalului Didactic (DPPPD) care asigură pregătirea pedagogică a studenților și perfecționarea prin definitivat și grade didactice a profesorilor într-o gamă largă de specialități. Pentru crearea unor structuri de învățământ mai deschise și mai flexibile, concepute în funcție de necesitățile de adaptare la condițiile pieței de muncă, Universitatea din Oradea continuă dezvoltarea formei de învățământ la distanță, în acest sens existând Departamentul pentru Învățământ la Distanță.
| Facultatea                                                                                 | Domeniul de licență                                                 | Programul de studii                                                                                          |
| 1.Facultatea de Arte                                                                       | Muzică                                                              | Muzică |
| 1.Facultatea de Arte                                                                       | Muzică                                                              | Interpretare Muzicală - Instrumente                                                                          |
| 1.Facultatea de Arte                                                                       | Muzică                                                              | Interpretare Muzicală - Canto                                                                                |
| 1.Facultatea de Arte                                                                       | Arte Vizuale                                                        | Arte Plastice (Pictură)                                                                                      |
| 1.Facultatea de Arte                                                                       | Arte Vizuale                                                        | Arte Plastice (Grafică)                                                                                      |
| 1.Facultatea de Arte                                                                       | Arte Vizuale                                                        | Arte Decorative                                                                                              |
| 1.Facultatea de Arte                                                                       | Arte Vizuale                                                        | Design |
| 1.Facultatea de Arte                                                                       | Arte Vizuale                                                        | Modă - Design Vestimentar                                                                                    |
| 2.Facultatea de Construcții, Cadastru și Arhitectură                                       | Inginerie Civilă                                                    | Construcții Civile, Industriale și Agricole                                                                  |
| 2.Facultatea de Construcții, Cadastru și Arhitectură                                       | Inginerie Civilă                                                    | Inginerie Sanitară și Protecția Mediului                                                                     |
| 2.Facultatea de Construcții, Cadastru și Arhitectură                                       | Inginerie Geodezică                                                 | Măsurători Terestre și Cadastru                                                                              |
| 2.Facultatea de Construcții, Cadastru și Arhitectură                                       | Arhitectură                                                         | Arhitectură                                                                                                  |
| 3.Facultatea de Drept                                                                      | Științe Administrative                                              | Administrație Publică                                                                                        |
| 3.Facultatea de Drept                                                                      | Drept                                                               | Drept |
| 4.Facultatea de Geografie, Turism și Sport                                                 | Educație Fizică și Sport                                            | Educație Fizică și Sportivă                                                                                  |
| 4.Facultatea de Geografie, Turism și Sport                                                 | Educație Fizică și Sport                                            | Sport și Performanță Motrică                                                                                 |
| 4.Facultatea de Geografie, Turism și Sport                                                 | Kinetoterapie                                                       | Kinetoterapie și Motricitate Specială                                                                        |
| 4.Facultatea de Geografie, Turism și Sport                                                 | Kinetoterapie                                                       | Kinetoterapie și Motricitate Specială (în limba engleză)                                                     |
| 4.Facultatea de Geografie, Turism și Sport                                                 | Geografie                                                           | Geografia Turismului (în limba engleză)                                                                      |
| 4.Facultatea de Geografie, Turism și Sport                                                 | Geografie                                                           | Geografia Turismului                                                                                         |
| 4.Facultatea de Geografie, Turism și Sport                                                 | Geografie                                                           | Planificare Teritorială                                                                                      |
| 4.Facultatea de Geografie, Turism și Sport                                                 | Știința Mediului                                                    | Știința Mediului                                                                                             |
| 5.Facultatea de Inginerie Electrică și Tehnologia Informației                              | Calculatoare și Tehnologia Informației                              | Calculatoare                                                                                                 |
| 5.Facultatea de Inginerie Electrică și Tehnologia Informației                              | Calculatoare și Tehnologia Informației                              | Tehnologia Informației                                                                                       |
| 5.Facultatea de Inginerie Electrică și Tehnologia Informației                              | Ingineria Sistemelor                                                | Automatică și Informatică Aplicată                                                                           |
| 5.Facultatea de Inginerie Electrică și Tehnologia Informației                              | Inginerie electrică                                                 | Electromecanică                                                                                              |
| 5.Facultatea de Inginerie Electrică și Tehnologia Informației                              | Inginerie electrică                                                 | Electromecanică (la Beiuș)                                                                                   |
| 5.Facultatea de Inginerie Electrică și Tehnologia Informației                              | Inginerie electrică                                                 | Sisteme Electrice                                                                                            |
| 5.Facultatea de Inginerie Electrică și Tehnologia Informației                              | Inginerie Electronică, Telecomunicații și Tehnologii Informaționale | Electronică Aplicată                                                                                         |
| 5.Facultatea de Inginerie Electrică și Tehnologia Informației                              | Inginerie Electronică, Telecomunicații și Tehnologii Informaționale | Rețele și Software de Telecomunicații                                                                        |
| 5.Facultatea de Inginerie Electrică și Tehnologia Informației                              | Inginerie și Management                                             | Inginerie Economică în Domeniul Electric, Electronic și Energetic                                            |
| 6.Facultatea de Inginerie Energetică și Management Industrial                              | Inginerie Energetică                                                | Ingineria Sistemelor Electroenergetice                                                                       |
| 6.Facultatea de Inginerie Energetică și Management Industrial                              | Inginerie Energetică                                                | Energetică Industrială                                                                                       |
| 6.Facultatea de Inginerie Energetică și Management Industrial                              | Inginerie Industrială                                               | Ingineria Sistemelor de Energii Regenerabile                                                                 |
| 6.Facultatea de Inginerie Energetică și Management Industrial                              | Inginerie Industrială                                               | Tehnologia Tricotajelor și Confecțiilor                                                                      |
| 6.Facultatea de Inginerie Energetică și Management Industrial                              | Inginerie și Management                                             | Inginerie Economică în Domeniul Electric, Electronic și Energetic                                            |
| 6.Facultatea de Inginerie Energetică și Management Industrial                              | Inginerie și Management                                             | Inginerie Economică Industrială                                                                              |
| 7.Facultatea de Inginerie Managerială și Tehnologică                                       | Ingineria Autovehiculelor                                           | Autovehicule Rutiere                                                                                         |
| 7.Facultatea de Inginerie Managerială și Tehnologică                                       | Inginerie Industrială                                               | Tehnologia Construcțiilor de Mașini                                                                          |
| 7.Facultatea de Inginerie Managerială și Tehnologică                                       | Inginerie și Management                                             | Inginerie Economică în Domeniul Mecanic                                                                      |
| 7.Facultatea de Inginerie Managerială și Tehnologică                                       | Mecatronică și Robotică                                             | Mecatronică                                                                                                  |
| 7.Facultatea de Inginerie Managerială și Tehnologică                                       | Mecatronică și Robotică                                             | Robotică |
| 8.Facultatea de Istorie, Relații Internaționale, Științe Politice și Științele Comunicării | Relații Internaționale și Studii Europene                           | Relații Internaționale și Studii Europene                                                                    |
| 8.Facultatea de Istorie, Relații Internaționale, Științe Politice și Științele Comunicării | Relații Internaționale și Studii Europene                           | Relații Internaționale și Studii Europene (în limba engleză)                                                 |
| 8.Facultatea de Istorie, Relații Internaționale, Științe Politice și Științele Comunicării | Științe Politice                                                    | Științe Politice                                                                                             |
| 8.Facultatea de Istorie, Relații Internaționale, Științe Politice și Științele Comunicării | Științe Politice                                                    | Studii de Securitate                                                                                         |
| 8.Facultatea de Istorie, Relații Internaționale, Științe Politice și Științele Comunicării | Istorie                                                             | Istorie |
| 8.Facultatea de Istorie, Relații Internaționale, Științe Politice și Științele Comunicării | Științe ale Comunicării                                             | Jurnalism |
| 8.Facultatea de Istorie, Relații Internaționale, Științe Politice și Științele Comunicării | Științe ale Comunicării                                             | Comunicare și Relații Publice                                                                                |
| 9.Facultatea de Litere                                                                     | Limbă și Literatură                                                 | Limba și Literatura Română – O limbă și literatură modernă (engleză, franceză, germană)                      |
| 9.Facultatea de Litere                                                                     | Limbă și Literatură                                                 | Limba și Literatura Engleză – O limbă și literatură modernă (franceză, germană) / Limba și literatura română |
| 9.Facultatea de Litere                                                                     | Limbă și Literatură                                                 | Limba și Literatura Franceză – O limbă și literatură modernă (engleză, germană) / Limba și literatura română |
| 9.Facultatea de Litere                                                                     | Limbă și Literatură                                                 | Limba și Literatura Germană – O limbă și literatură modernă (engleză, franceză) / Limba și literatura română |
| 10.Facultatea de Medicină și Faramacie                                                     | Sănătate                                                            | Medicină |
| 10.Facultatea de Medicină și Faramacie                                                     | Sănătate                                                            | Medicină Dentară                                                                                             |
| 10.Facultatea de Medicină și Faramacie                                                     | Sănătate                                                            | Medicină (în limba engleză)                                                                                  |
| 10.Facultatea de Medicină și Faramacie                                                     | Sănătate                                                            | Farmacie |
| 10.Facultatea de Medicină și Faramacie                                                     | Sănătate                                                            | Asistență Medicală Generală                                                                                  |
| 10.Facultatea de Medicină și Faramacie                                                     | Sănătate                                                            | Balneofiziokineto-Terapie și Recuperare                                                                      |
| 10.Facultatea de Medicină și Faramacie                                                     | Sănătate                                                            | Radiologie și Imagistică                                                                                     |
| 10.Facultatea de Medicină și Faramacie                                                     | Sănătate                                                            | Tehnică Dentară                                                                                              |
| 10.Facultatea de Medicină și Faramacie                                                     | Sănătate                                                            | Nutriție și Dietetică                                                                                        |
| 11.Facultatea de Protecția Mediului                                                        | Agronomie                                                           | Agricultură                                                                                                  |
| 11.Facultatea de Protecția Mediului                                                        | Horticultură                                                        | Horticultură                                                                                                 |
| 11.Facultatea de Protecția Mediului                                                        | Horticultură                                                        | Peisagistică                                                                                                 |
| 11.Facultatea de Protecția Mediului                                                        | Silvicultură                                                        | Silvicultură                                                                                                 |
| 11.Facultatea de Protecția Mediului                                                        | Silvicultură                                                        | Exploatări Forestiere                                                                                        |
| 11.Facultatea de Protecția Mediului                                                        | Zootehnie                                                           | Zootehnie |
| 11.Facultatea de Protecția Mediului                                                        | Ingineria Mediului                                                  | Ingineria Sistemelor Biotehnice și Ecologice                                                                 |
| 11.Facultatea de Protecția Mediului                                                        | Inginerie Forestieră                                                | Ingineria Prelucrării Lemnului                                                                               |
| 11.Facultatea de Protecția Mediului                                                        | Ingineria Produselor Alimentare                                     | Controlul și Expertiza Produselor Alimentare                                                                 |
| 11.Facultatea de Protecția Mediului                                                        | Ingineria Produselor Alimentare                                     | Tehnologia Prelucrării Produselor Agricole                                                                   |
| 11.Facultatea de Protecția Mediului                                                        | Inginerie și Management în Agricultură și Dezvoltare Rurală         | Inginerie și Management în Alimentația Publică și Agroturism                                                 |
| 12.Facultatea de Informatică și Științe                                                    | Biologie                                                            | Biologie |
| 12.Facultatea de Informatică și Științe                                                    | Chimie                                                              | Chimie |
| 12.Facultatea de Informatică și Științe                                                    | Fizică                                                              | Fizică Medicală                                                                                              |
| 12.Facultatea de Informatică și Științe                                                    | Fizică                                                              | Fizică |
| 12.Facultatea de Informatică și Științe                                                    | Fizică                                                              | Fizică medicală (în limba engleză)                                                                           |
| 12.Facultatea de Informatică și Științe                                                    | Informatică                                                         | Informatică                                                                                                  |
| 12.Facultatea de Informatică și Științe                                                    | Matematică                                                          | Matematică                                                                                                   |
| 13.Facultatea de Științe Economice                                                         | Administrarea Afacerilor                                            | Economia comerțului, turismului și serviciilor (ECTS)                                                        |
| 13.Facultatea de Științe Economice                                                         | Contabilitate                                                       | Contabilitate și informatică de gestiune (CIG)                                                               |
| 13.Facultatea de Științe Economice                                                         | Economie și Afaceri Internaționale                                  | Afaceri Internaționale (AI)                                                                                  |
| 13.Facultatea de Științe Economice                                                         | Finanțe                                                             | Finanțe și Bănci (FB)                                                                                        |
| 13.Facultatea de Științe Economice                                                         | Management                                                          | Management (MN)                                                                                              |
| 13.Facultatea de Științe Economice                                                         | Marketing                                                           | Marketing (MK)                                                                                               |
| 13.Facultatea de Științe Economice                                                         | Administrarea Afacerilor                                            | Administrarea Afacerilor (în limba engleză) (AAE)                                                            |
| 13.Facultatea de Științe Economice                                                         | Economie și Afaceri Internaționale                                  | Afaceri Internaționale (în limba engleză) (AIE)                                                              |
| 14.Facultatea de Științe Socio-Umane                                                       | Asistență Socială                                                   | Asistență Socială                                                                                            |
| 14.Facultatea de Științe Socio-Umane                                                       | Psihologie                                                          | Psihologie                                                                                                   |
| 14.Facultatea de Științe Socio-Umane                                                       | Sociologie                                                          | Sociologie                                                                                                   |
| 14.Facultatea de Științe Socio-Umane                                                       | Sociologie                                                          | Resurse Umane                                                                                                |
| 14.Facultatea de Științe Socio-Umane                                                       | Științe ale educației                                               | Pedagogia Învățământului Primar și Preșcolar Oradea                                                          |
| 14.Facultatea de Științe Socio-Umane                                                       | Științe ale educației                                               | Pedagogia Învățământului Primar și Preșcolar (la Beiuș)                                                      |
| 14.Facultatea de Științe Socio-Umane                                                       | Științe ale educației                                               | Psihopedagogie Specială                                                                                      |
| 14.Facultatea de Științe Socio-Umane                                                       | Științe ale educației                                               | Pedagogia Învățământului Primar și Preșcolar (în limba maghiară)                                             |
| 15.Facultatea de Teologie Ortodoxă "Episcop Dr. Vasile Coman"                              | Teologie                                                            | Teologie Ortodoxă Pastorală                                                                                  |

## Centrul Național de Cercetări Geotermale
Centrul Național de Cercetări Geotermale a fost înființat în anul 1992 prin Ordin al Ministrului Învățământului. Deschiderea unui astfel de centru a avut la bază dorința de exploatare a celui mai important zăcământ geotermal din nord-vestul României. Centrul Național de Cercetări Geotermale din cadrul Universității din Oradea, cu o suprafață totală de 950 mp, are sediul într-o clădire modernă, cu două etaje, în care sunt amenajate: centrala electrică geotermală, atelierul de întreținere și reparații, atelierul de bobinaj, patru ateliere de proiectare, un atelier de încercări la presiune înaltă, trei laboratoare chimice pentru analize, un laborator pentru simularea pe calculator a proceselor nestaționare, centru propriu de calcul. În cadrul Centrului Național de Cercetări Geotermale funcționează un complex geotermal de tip SCADA.

## Campusul universitar
Baza materială a universității destinată procesului instructiv-educativ și de cercetare, este constituită din:
1. Spații de învățământ în clădiri: Aula Magna cu 300 de locuri, două Aule cu câte 200 de locuri, 100 de Amfiteatre și săli de curs,  71 de Săli de Seminarii, 343 de Laboratoare  și o hală de microproducție.
2. Biblioteca Universității din Oradea - sediu central, dispune de  facilități moderne, având o suprafață totală de 7800 mp distribuite pe cele 5 niveluri ale clădirii, din care 5 săli de lectură și 6 depozite de carte. Fondul de publicații al bibliotecii cuprinde peste 305.000 de cărți, reviste, STAS-uri, brevete, afișe, CD-uri, DVD-uri care se pot regăsi în catalogul tradițional (alfabetic și sistematic) și în catalogul informatizat OPAC. Colecțiile bibliotecii au crescut an de an prin achiziții, schimb intern și internațional de publicații, dar și prin importante donații. Biblioteca are un fond de peste 326.000 volume (cărți, periodice, brevete, STAS - uri, CD-uri, DVD-uri etc.) și acces on-line la baze de date specializate:  Acces on-line la ScienceDirect Journals; Springerlink Journals; Scopus; Thomson Web of Science; Journal Citation Reports; Derwent Innovations Index.
3.Baza sportivă are o dublă destinație, constituind locul de desfășurare al activităților didactice pentru studenții Facultății de Geografie Turism și Sport – Departamentul Educație Fizică și Sport și pentru studenții de la alte facultăți și ale altor activități de agrement, de practicare a sportului pentru studenții și angajații din cadrul universității. Tot aici își desfășoară antrenamentele sportivii din secțiile de performanță ale Clubului Sportiv Universitar și al Asociației Sportive „FC Universitatea Oradea”. Baza sportivă este compusă din 7 săli de sport: sală de jocuri, sală de atletism, sală gimnastică, sală aerobic, sală fitness, sală de educație fizică, poligon tir sportiv. Baza sportivă are o suprafață totală de 4.502 mp și  12 terenuri de sport: 1 teren de fotbal cu iarbă, pista atletism, 1 teren de volei, 3 terenuri de tenis, 2 terenuri de beach-volley, 1 teren de baschet, 1 teren de handbal, 2 terenuri de beton, având o suprafață totală de 16.288,00 mp.
4.Terenuri agricole destinate activității didactice și de cercetare, având o suprafață totală de 14444,67 ha:  Fond cinegetic Pietroasa, Parc dendrologic Gurahonț, Teren agricol Carei, Stațiunea de Cercetare si Dezvoltare Pomicolă.
5.Cazare în 4 cămine studențești cu o capacitate de 1392 locuri. Cele patru cămine studențești sunt dotate la nivelul cerințelor studenților.
6.În incinta campusului universitar se află și cantina U@Select Student’s Club care reprezintă mai mult decât o cantină studențească, aceasta oferind posibilități de servire a mesei și de petrecere a timpului liber. Amenajarea Cafeteriei și a Clubului studențesc, au fost dezvoltate centrat pe necesitățile studenților pentru a li se oferi o „casă” primitoare.
7.Acces la 6 Clinici Universitare în care-și desfășoară activitatea studenții Facultății de Medicină și Farmacie: Spitalul Clinic Județean de Urgență Oradea, Spitalul Clinic Municipal "Dr. Gavril Curteanu" Oradea, Spitalul Clinic de Pneumoftiziologie Oradea, Spitalul Clinic de Obstetrică Ginecologie Oradea, Spitalul Clinic de Urgență "Avram Iancu" Oradea (fostul Spital Militar), Spitalul Pelican Oradea Bihor.
8.Baza didactică și de cercetare “Gaudeamus” Stâna de Vale, spațiu de învățământ care asigură cadrul necesar desfășurării unor activități didactice, științifice și de cercetare pentru studenți și elevi, precum și pentru activități sportive, de  agrement și odihnă. Dispune de o capacitate de cazare de 58 locuri distribuite în 17 camere cu 3, 4 și 5 locuri, sală de mese cu o capacitate de 72 de locuri și o sală pentru activități didactice.
Campusul universitar (Campus I, II, III), cu o suprafață totală de 181.582 mp, este printre cele mai adecvate din România, în conformitate cu practicile europene. Acest aspect este dat și de îmbinarea reușită dintre arhitectura clădirilor și micul parc dendrologic cu foarte multe specii, unele dintre acestea constituind adevărate rarități. Studenții universității beneficiază de funcționalități grupate: cantină, spații de cazare, bibliotecă, cabinet medical, cabinet stomatologic, bază sportivă și totodată de spațiu de agrement în aer liber care oferă un ambient plăcut.